# 牡丹皮
牡丹皮，简称“丹皮”，是一种中草药，即牡丹的根皮。牡丹皮味道苦辛，中医理论认为其性微寒，具有凉血、清热、散瘀的功能。中医上用来主治血热发斑、吐血、鼻衄、劳热骨蒸、经闭癥瘕、疮痈肿痛及肠痈腹痛等。在化学成分上，丹皮含有牡丹酚和牡丹皮原苷，其中牡丹皮原苷经水解后产生牡丹皮苷和牡丹皮酚，具有解热镇痛、抑菌和降压的作用。

## 外部連結
- 牡丹 Mudan （页面存档备份，存于） 藥用植物圖像數據庫 (香港浸會大學中醫藥學院) （中文）（英文）
- 牡丹皮 中藥材圖像數據庫  (香港浸會大學中醫藥學院) （中文）（英文）
- 牡丹皮 Mu Dan Pi （页面存档备份，存于） 中藥標本數據庫 (香港浸會大學中醫藥學院) （繁體中文）（英文）